# André Borschberg

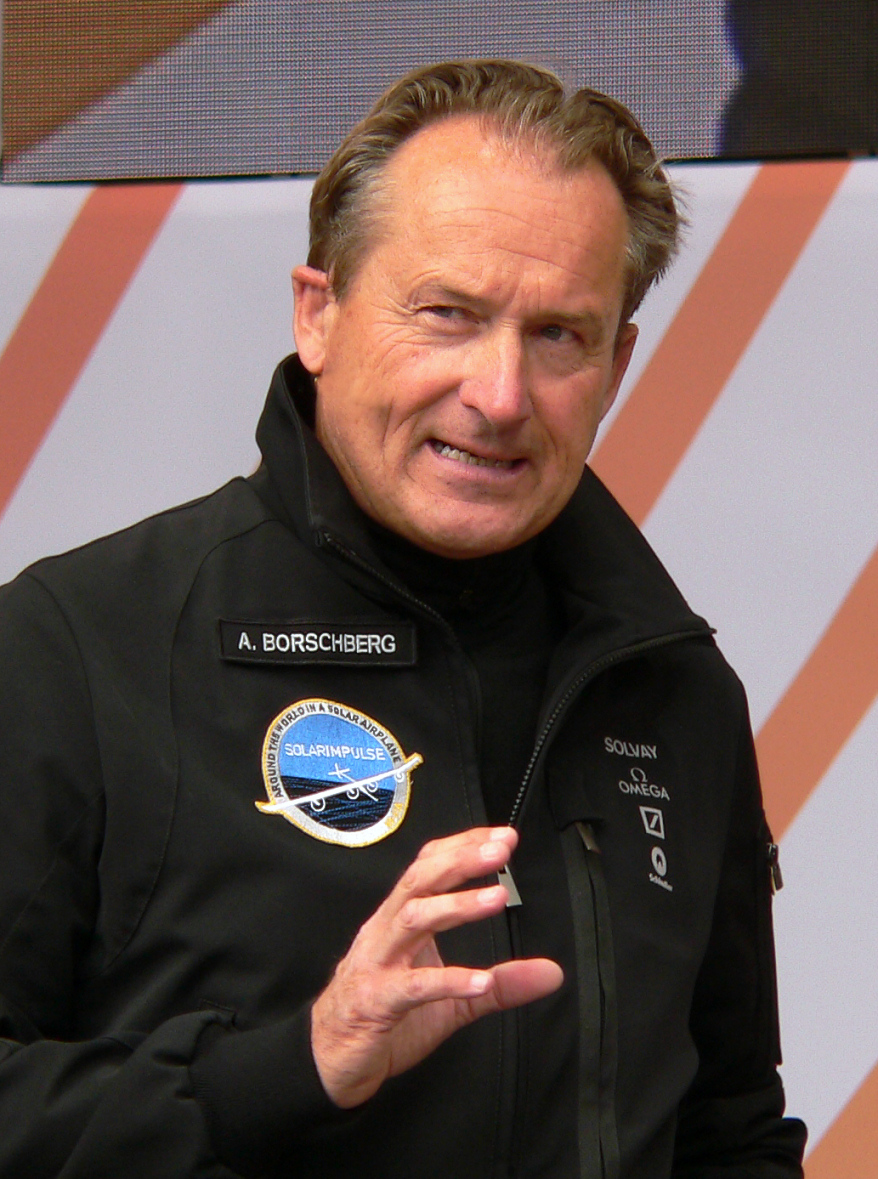
André Borschberg (2011)

André Borschberg (* 13. Dezember 1952 in Zürich; heimatberechtigt ebenda) ist ein Schweizer Pilot und Ingenieur.
André Borschberg machte sein Diplom als Maschineningenieur an der École polytechnique fédérale de Lausanne und in Management am MIT. Anschliessend flog er als Pilot bei der Schweizer Luftwaffe die De Havilland DH.112 Venom, die Hawker Hunter und die Northrop F-5. Im Jahr 2010 unternahm er mit der Solar Impulse, bei deren Entwicklung er massgeblich beteiligt war, den ersten Flug eines Solarflugzeuges während einer ganzen Nacht hindurch. 2011 führte er mit dem Flugzeug den ersten internationalen Flug auf der Strecke Militärflugplatz Payerne – Flughafen Brüssel-Zaventem – Flughafen Le Bourget – Payerne durch.
In den Jahren 2015 und 2016 gelang ihm gemeinsam mit Bertrand Piccard die erste Weltumrundung in einem Solarflugzeug.